# Elías Figueroa
Elías Ricardo Figueroa Brander (Valparaíso, 25 oktober 1946) is een voormalig Chileens profvoetballer. Hij wordt beschouwd als de beste voetballer die Chili ooit heeft gekend.

## Clubcarrière
Don Elías, zoals zijn bijnaam luidde, speelde het grootste gedeelte van zijn carrière voor Chileense clubs. Toch heeft hij ook een periode in Uruguay gespeeld bij C.A. Peñarol en lange tijd in Brazilië bij Internacional. Daarnaast maakte hij nog een tussenstop in de Verenigde Staten bij Fort Lauderdale Strikers om uiteindelijk zijn carrière af te sluiten bij Colo-Colo.
Als speler kende hij vele persoonlijke successen, zo werd hij driemaal achtereenvolgens verkozen tot Zuid-Amerikaans voetballer van het jaar en werd hij meerdere keren verkozen tot speler van het jaar in verschillende landen. In maart 2004 werd hij door voetballegende Pelé opgenomen in de FIFA 100, een lijst met de 125 beste nog levende voetballers.

## Interlandcarrière

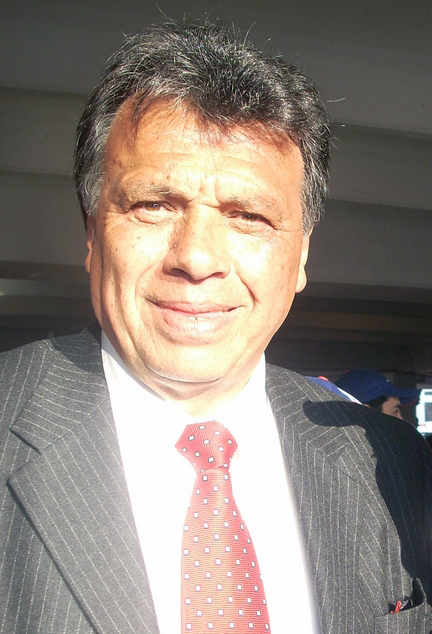
Figueroa in later jaren

Met het nationale elftal van Chili nam hij deel aan het WK voetbal 1966 in Engeland, het WK voetbal 1974 in West-Duitsland en het WK voetbal 1982 in Spanje. Chili kon echter nooit de tweede ronde van het mondiale eindtoernooi bereiken. Wel wist de verdediger, als aanvoerder van het Chileense elftal, door te dringen tot de finale van de Copa América in 1979. Deze werd echter, over drie wedstrijden gezien, verloren van Paraguay.
Uiteindelijk kwam Figueroa tot 47 wedstrijden voor het nationale elftal waarin hij twee doelpunten maakte. Ondanks zijn lange voetbalcarrière speelde hij een relatief gering aantal wedstrijden voor het nationale elftal. Dit had te maken met het feit dat hij op 22-jarige leeftijd naar Uruguay vertrok. Na vier jaar te hebben gespeeld in Montevideo ging hij voor zes jaar naar Brazilië. Zodoende was hij maar zelden beschikbaar voor het nationale team.

## Erelijst
Met Peñarol:
- Primera División: 1967 en 1968
- Supercopa Sudamericana: 1969

Met Internacional:
- Campeonato Gaúcho: 1971, 1972, 1973, 1974, 1975 en 1976
- Campeonato Brasileiro Série A: 1975 en 1976

Met Palestino:
- Copa Chile: 1977
- Primera División: 1978

Persoonlijke prijzen:
- Zuid-Amerikaans voetballer van het jaar: 1974, 1975 en 1976
- FIFA 100: 2004
- Beste verdediger WK voetbal: 1974
- Braziliaans voetballer van het jaar: 1976
- Chileens voetballer van het jaar: 1981